# 普舍尼奇涅 (薩拉塔區)
46°17′5″N 29°37′54″E / 46.28472°N 29.63167°E
普舍尼奇內（烏克蘭語：Пшеничне）是位於烏克蘭西南部的村莊，由敖德萨州裡比爾霍羅德-德涅斯特羅夫斯基區的彼得羅巴甫利夫卡市鎮 負責管轄。該村始建於1979年，面積0.7平方公里，海拔高度32米，2001年人口439，人口密度每平方公里627.14人。